# Réseau interurbain de la Drôme
Cars Région Drôme, est le réseau de transports interurbains géré et financé par la région Auvergne-Rhône-Alpes. Il dessert les communes du département de la Drôme, ainsi que des communes limitrophes dans les départements voisins, notamment dans l'Ardèche.
Depuis le 1er septembre 2017, la Région Auvergne-Rhône-Alpes est autorité organisatrice des transports interurbains et scolaires. Dans la Drôme, la compétence est déléguée au département jusqu'au 1er janvier 2018.
En janvier 2021, le réseau, jusque là sans nom, prend le nom de Cars Région Drôme.

## Le réseau

### Présentation
Le réseau interurbain Cars Région Drôme compte 28 lignes ainsi que des services de transport à la demande.
Au 1er septembre 2022, la numérotation est adaptée à la nouvelle numérotation alphanumérique régionale, avec la lettre « D » s'ajoutant au numéro existant, sauf la 1 bis renommée D11, la ligne 21 supprimé et la ligne D23 créée.

### Lignes du réseau

#### Lignes D01 à D09
| Ligne | Caractéristiques | Caractéristiques | Caractéristiques | Caractéristiques | Caractéristiques | Caractéristiques | Caractéristiques | Caractéristiques | Caractéristiques |
| D01   | Saint-Rambert-d'Albon — Gare SNCF ⥋ Épinouze — Stade | Saint-Rambert-d'Albon — Gare SNCF ⥋ Épinouze — Stade                                                                        | Saint-Rambert-d'Albon — Gare SNCF ⥋ Épinouze — Stade                                                                        | Saint-Rambert-d'Albon — Gare SNCF ⥋ Épinouze — Stade                                                                        | Saint-Rambert-d'Albon — Gare SNCF ⥋ Épinouze — Stade                                                                        | Saint-Rambert-d'Albon — Gare SNCF ⥋ Épinouze — Stade                                                                        | Saint-Rambert-d'Albon — Gare SNCF ⥋ Épinouze — Stade                                                                        | Saint-Rambert-d'Albon — Gare SNCF ⥋ Épinouze — Stade                                                                        | Saint-Rambert-d'Albon — Gare SNCF ⥋ Épinouze — Stade                                                                        |
| ----- | --- | --- | --- | --- | --- | --- | --- | --- | --- |
| D01   | Ouverture / Fermeture — / — | Longueur — | Durée 33 min | Nb. d’arrêts 8 | Matériel — | Jours de fonctionnement L, Ma, Me, J, V                                                                                     | Jour / Soir / Nuit / Fêtes O / N / N / N                                                                                    | Voy. / an — | Exploitant Autocars Fayard                                                                                                  |
| D01   | Desserte : - Ville et lieux desservis : Saint-Rambert-d'Albon, Anneyron, Saint-Sorlin-en-Valloire et Épinouze - Gares desservies : Gare de Saint-Rambert-d'Albon | | | | | | | | |
| D01   | Autre : - Zones traversées : 1. - Amplitudes horaires : La ligne fonctionne du lundi au vendredi à raison de deux allers-retours par jour. - Particularités : en période scolaire, deux allers-retours par jour sont ajoutés entre la gare et la MFR d'Anneyron via Andancette. - Date de dernière mise à jour : 13 juillet 2022. | | | | | | | | |
| D01   | Dernière actualisation : — | | | | | | | | |
| D02   | Moras — Moureton ⥋ Saint-Vallier — Collège André Cotte | Moras — Moureton ⥋ Saint-Vallier — Collège André Cotte                                                                      | Moras — Moureton ⥋ Saint-Vallier — Collège André Cotte                                                                      | Moras — Moureton ⥋ Saint-Vallier — Collège André Cotte                                                                      | Moras — Moureton ⥋ Saint-Vallier — Collège André Cotte                                                                      | Moras — Moureton ⥋ Saint-Vallier — Collège André Cotte                                                                      | Moras — Moureton ⥋ Saint-Vallier — Collège André Cotte                                                                      | Moras — Moureton ⥋ Saint-Vallier — Collège André Cotte                                                                      | Moras — Moureton ⥋ Saint-Vallier — Collège André Cotte                                                                      |
| D02   | Ouverture / Fermeture — / — | Longueur — | Durée — | Nb. d’arrêts 45 | Matériel — | Jours de fonctionnement L, Ma, Me, J, V                                                                                     | Jour / Soir / Nuit / Fêtes O / N / N / N                                                                                    | Voy. / an — | Exploitant Autocars Fayard                                                                                                  |
| D02   | Desserte : - Ville et lieux desservis : Moras, Lens-Lestang, Manthes, Lapeyrouse-Mornay, Épinouze, Saint-Sorlin-en-Valloire, Anneyron, Saint-Rambert-d'Albon, Andancette, Albon, Beausemblant, Laveyron et Saint-Vallier - Gares desservies : Gare de Saint-Vallier-sur-Rhône. | | | | | | | | |
| D02   | Autre : - Zones traversées : 1. - Amplitudes horaires : La ligne fonctionne du lundi au vendredi de 6 h 45 à 19 h environ. - Particularités : la ligne comporte de très nombreux services partiels. - Date de dernière mise à jour : 13 juillet 2022. | | | | | | | | |
| D02   | Dernière actualisation : — | | | | | | | | |
| D03   | Le Grand-Serre — Collège J. Bédier ⥋ Saint-Vallier — Gare SNCF | Le Grand-Serre — Collège J. Bédier ⥋ Saint-Vallier — Gare SNCF                                                              | Le Grand-Serre — Collège J. Bédier ⥋ Saint-Vallier — Gare SNCF                                                              | Le Grand-Serre — Collège J. Bédier ⥋ Saint-Vallier — Gare SNCF                                                              | Le Grand-Serre — Collège J. Bédier ⥋ Saint-Vallier — Gare SNCF                                                              | Le Grand-Serre — Collège J. Bédier ⥋ Saint-Vallier — Gare SNCF                                                              | Le Grand-Serre — Collège J. Bédier ⥋ Saint-Vallier — Gare SNCF                                                              | Le Grand-Serre — Collège J. Bédier ⥋ Saint-Vallier — Gare SNCF                                                              | Le Grand-Serre — Collège J. Bédier ⥋ Saint-Vallier — Gare SNCF                                                              |
| D03   | Ouverture / Fermeture — / — | Longueur — | Durée 45 min | Nb. d’arrêts 22 | Matériel — | Jours de fonctionnement L, Ma, Me, J, V                                                                                     | Jour / Soir / Nuit / Fêtes O / N / N / N                                                                                    | Voy. / an — | Exploitant SRADDA |
| D03   | Desserte : - Ville et lieux desservis : Le Grand-Serre, Hauterives, Châteauneuf-de-Galaure, Mureils, La Motte-de-Galaure, Ratières, Saint-Avit, Claveyson, Saint-Barthélemy-de-Vals, Saint-Uze et Saint-Vallier - Gares desservies : Gare de Saint-Vallier-sur-Rhône. | | | | | | | | |
| D03   | Autre : - Zones traversées : 1. - Amplitudes horaires : La ligne fonctionne du lundi au vendredi de 6 h 55 à 18 h 55 environ. - Particularités : les communes de Ratières, Saint-Avit, Claveyson, Saint-Barthélemy-de-Vals ne sont desservies que deux fois par jour par les services scolaires en direction du lycée H. Laurens de Saint-Vallier. - Date de dernière mise à jour : 13 juillet 2022. | | | | | | | | |
| D03   | Dernière actualisation : — | | | | | | | | |
| D04   | Valence — Gare routière ⥋ Tain-l'Hermitage — Place Taurobole | Valence — Gare routière ⥋ Tain-l'Hermitage — Place Taurobole                                                                | Valence — Gare routière ⥋ Tain-l'Hermitage — Place Taurobole                                                                | Valence — Gare routière ⥋ Tain-l'Hermitage — Place Taurobole                                                                | Valence — Gare routière ⥋ Tain-l'Hermitage — Place Taurobole                                                                | Valence — Gare routière ⥋ Tain-l'Hermitage — Place Taurobole                                                                | Valence — Gare routière ⥋ Tain-l'Hermitage — Place Taurobole                                                                | Valence — Gare routière ⥋ Tain-l'Hermitage — Place Taurobole                                                                | Valence — Gare routière ⥋ Tain-l'Hermitage — Place Taurobole                                                                |
| D04   | Ouverture / Fermeture — / — | Longueur — | Durée 45 min | Nb. d’arrêts 22 | Matériel — | Jours de fonctionnement L, Ma, Me, J, V, S                                                                                  | Jour / Soir / Nuit / Fêtes O / N / N / N                                                                                    | Voy. / an — | Exploitant Transdev Drôme                                                                                                   |
| D04   | Desserte : - Ville et lieux desservis : Valence, Bourg-lès-Valence, Châteauneuf-sur-Isère, Pont-de-l'Isère, La Roche-de-Glun, Mercurol, Tain et Tain-l'Hermitage - Gares desservies : Gare de Valence-Ville. | | | | | | | | |
| D04   | Autre : - Zones traversées : 2. - Amplitudes horaires : La ligne fonctionne du lundi au vendredi de 6 h 45 à 19 h 10 environ et le samedi à raison de trois allers-retours par jour. - Particularités : En période scolaire, quelques services desservent la gare routière de Tournon et le quartier Briffaud à Valence. - Date de dernière mise à jour : 13 juillet 2022. | | | | | | | | |
| D04   | Dernière actualisation : — | | | | | | | | |
| D05   | Vassieux-en-Vercors — Rond-point des martyrs / Pont-en-Royans — Village ⥋ Valence — Gare routière / Romans-sur-Isère — Gare | Vassieux-en-Vercors — Rond-point des martyrs / Pont-en-Royans — Village ⥋ Valence — Gare routière / Romans-sur-Isère — Gare | Vassieux-en-Vercors — Rond-point des martyrs / Pont-en-Royans — Village ⥋ Valence — Gare routière / Romans-sur-Isère — Gare | Vassieux-en-Vercors — Rond-point des martyrs / Pont-en-Royans — Village ⥋ Valence — Gare routière / Romans-sur-Isère — Gare | Vassieux-en-Vercors — Rond-point des martyrs / Pont-en-Royans — Village ⥋ Valence — Gare routière / Romans-sur-Isère — Gare | Vassieux-en-Vercors — Rond-point des martyrs / Pont-en-Royans — Village ⥋ Valence — Gare routière / Romans-sur-Isère — Gare | Vassieux-en-Vercors — Rond-point des martyrs / Pont-en-Royans — Village ⥋ Valence — Gare routière / Romans-sur-Isère — Gare | Vassieux-en-Vercors — Rond-point des martyrs / Pont-en-Royans — Village ⥋ Valence — Gare routière / Romans-sur-Isère — Gare | Vassieux-en-Vercors — Rond-point des martyrs / Pont-en-Royans — Village ⥋ Valence — Gare routière / Romans-sur-Isère — Gare |
| D05   | Ouverture / Fermeture — / — | Longueur — | Durée 155 / 95 min | Nb. d’arrêts 30 / 24 | Matériel — | Jours de fonctionnement L, Ma, Me, J, V, S, D                                                                               | Jour / Soir / Nuit / Fêtes O / N / N / O                                                                                    | Voy. / an — | Exploitant SRADDA |
| D05   | Desserte : - Ville et lieux desservis : Vassieux-en-Vercors, La Chapelle-en-Vercors, Saint-Agnan-en-Vercors, Pont-en-Royans, Échevis, Sainte-Eulalie-en-Royans, Saint-Laurent-en-Royans, Saint-Thomas-en-Royans, La Motte-Fanjas, Saint-Nazaire-en-Royans, Saint-Hilaire-du-Rosier, La Baume-d'Hostun, Hostun, Eymeux, Chatuzange-le-Goubet, Bourg-de-Péage, Romans-sur-Isère et Valence - Gares desservies : Gare de Saint-Hilaire - Saint-Nazaire, Gare de Romans - Bourg-de-Péage, Gare de Valence TGV, Gare de Valence-Ville. | | | | | | | | |
| D05   | Autre : - Zones traversées : 2. - Amplitudes horaires : La ligne fonctionne du lundi au vendredi de 5 h 50 à 19 h 30 environ et les samedis, dimanches et fêtes à raison d'un aller-retour par jour. - Particularités : La ligne compte de très nombreux services partiels. - Date de dernière mise à jour : 13 juillet 2022. | | | | | | | | |
| D05   | Dernière actualisation : — | | | | | | | | |
| D08   | Saint-Donat — Place Jean Jaurès ⥋ Valence — Gare routière | Saint-Donat — Place Jean Jaurès ⥋ Valence — Gare routière                                                                   | Saint-Donat — Place Jean Jaurès ⥋ Valence — Gare routière                                                                   | Saint-Donat — Place Jean Jaurès ⥋ Valence — Gare routière                                                                   | Saint-Donat — Place Jean Jaurès ⥋ Valence — Gare routière                                                                   | Saint-Donat — Place Jean Jaurès ⥋ Valence — Gare routière                                                                   | Saint-Donat — Place Jean Jaurès ⥋ Valence — Gare routière                                                                   | Saint-Donat — Place Jean Jaurès ⥋ Valence — Gare routière                                                                   | Saint-Donat — Place Jean Jaurès ⥋ Valence — Gare routière                                                                   |
| D08   | Ouverture / Fermeture — / — | Longueur — | Durée 60 min | Nb. d’arrêts 23 | Matériel — | Jours de fonctionnement L, Ma, Me, J, V, S                                                                                  | Jour / Soir / Nuit / Fêtes O / N / N / N                                                                                    | Voy. / an — | Exploitant Autocars Bertolami                                                                                               |
| D08   | Desserte : - Ville et lieux desservis : Saint-Donat-sur-l'Herbasse, Marsaz, Clérieux, Chanos-Curson, Beaumont-Monteux, Châteauneuf-sur-Isère, Bourg-lès-Valence et Valence - Gares desservies : Gare de Valence-Ville. | | | | | | | | |
| D08   | Autre : - Zones traversées : 3. - Amplitudes horaires : La ligne fonctionne du lundi au samedi à raison d'un à trois allers-retours par jour. - Date de dernière mise à jour : 13 juillet 2022. | | | | | | | | |
| D08   | Dernière actualisation : — | | | | | | | | |
| D09   | Saint-Vallier — Lycée H. Laurens ⥋ Romans-sur-Isère — Gare | Saint-Vallier — Lycée H. Laurens ⥋ Romans-sur-Isère — Gare                                                                  | Saint-Vallier — Lycée H. Laurens ⥋ Romans-sur-Isère — Gare                                                                  | Saint-Vallier — Lycée H. Laurens ⥋ Romans-sur-Isère — Gare                                                                  | Saint-Vallier — Lycée H. Laurens ⥋ Romans-sur-Isère — Gare                                                                  | Saint-Vallier — Lycée H. Laurens ⥋ Romans-sur-Isère — Gare                                                                  | Saint-Vallier — Lycée H. Laurens ⥋ Romans-sur-Isère — Gare                                                                  | Saint-Vallier — Lycée H. Laurens ⥋ Romans-sur-Isère — Gare                                                                  | Saint-Vallier — Lycée H. Laurens ⥋ Romans-sur-Isère — Gare                                                                  |
| D09   | Ouverture / Fermeture — / — | Longueur — | Durée 60 min | Nb. d’arrêts 31 | Matériel — | Jours de fonctionnement L, Ma, Me, J, V                                                                                     | Jour / Soir / Nuit / Fêtes O / N / N / N                                                                                    | Voy. / an — | Exploitant SRADDA |
| D09   | Desserte : - Ville et lieux desservis : Saint-Vallier, Saint-Uze, Saint-Barthélemy-de-Vals, Bren, Saint-Donat-sur-l'Herbasse, Clérieux, Granges-les-Beaumont, Peyrins, Mours-Saint-Eusèbe et Romans-sur-Isère - Gares desservies : Gare de Saint-Vallier-sur-Rhône, Gare de Romans - Bourg-de-Péage. | | | | | | | | |
| D09   | Autre : - Zones traversées : 3. - Amplitudes horaires : La ligne fonctionne du lundi au vendredi à raison de trois allers-retours par jour. - Particularités : En période scolaire, certains services desservent les collèges et lycées de Romans et Bourg-de-Péage. - Date de dernière mise à jour : 13 juillet 2022. | | | | | | | | |
| D09   | Dernière actualisation : — | | | | | | | | |

#### Lignes D10 à D19
| Ligne | Caractéristiques | Caractéristiques                                                                        | Caractéristiques                                                                        | Caractéristiques                                                                        | Caractéristiques                                                                        | Caractéristiques                                                                        | Caractéristiques                                                                        | Caractéristiques                                                                        | Caractéristiques                                                                        |
| D10   | Romans-sur-Isère — Gare ⥋ Tournon-sur-Rhône — Gare routière | Romans-sur-Isère — Gare ⥋ Tournon-sur-Rhône — Gare routière                             | Romans-sur-Isère — Gare ⥋ Tournon-sur-Rhône — Gare routière                             | Romans-sur-Isère — Gare ⥋ Tournon-sur-Rhône — Gare routière                             | Romans-sur-Isère — Gare ⥋ Tournon-sur-Rhône — Gare routière                             | Romans-sur-Isère — Gare ⥋ Tournon-sur-Rhône — Gare routière                             | Romans-sur-Isère — Gare ⥋ Tournon-sur-Rhône — Gare routière                             | Romans-sur-Isère — Gare ⥋ Tournon-sur-Rhône — Gare routière                             | Romans-sur-Isère — Gare ⥋ Tournon-sur-Rhône — Gare routière                             |
| ----- | --- | --------------------------------------------------------------------------------------- | --------------------------------------------------------------------------------------- | --------------------------------------------------------------------------------------- | --------------------------------------------------------------------------------------- | --------------------------------------------------------------------------------------- | --------------------------------------------------------------------------------------- | --------------------------------------------------------------------------------------- | --------------------------------------------------------------------------------------- |
| D10   | Ouverture / Fermeture — / — | Longueur —                                                                              | Durée 50 min                                                                            | Nb. d’arrêts 20                                                                         | Matériel —                                                                              | Jours de fonctionnement L, Ma, Me, J, V, S                                              | Jour / Soir / Nuit / Fêtes O / N / N / N                                                | Voy. / an —                                                                             | Exploitant SRADDA                                                                       |
| D10   | Desserte : - Ville et lieux desservis : Romans-sur-Isère, Granges-les-Beaumont, Clérieux, Chanos-Curson, Mercurol, Tain-l'Hermitage et Tournon-sur-Rhône - Gares desservies : Gare de Romans - Bourg-de-Péage, Gare de Tain-l'Hermitage - Tournon |                                                                                         |                                                                                         |                                                                                         |                                                                                         |                                                                                         |                                                                                         |                                                                                         |                                                                                         |
| D10   | Autre : - Zones traversées : 2. - Amplitudes horaires : La ligne fonctionne du lundi au vendredi de 6 h 55 à 18 h 55 et le samedi à raison de deux allers-retours par jour. - Particularités : En période scolaire, certains services desservent le collège André Malraux de Romans. - Date de dernière mise à jour : 21 juillet 2021.                                                                     |                                                                                         |                                                                                         |                                                                                         |                                                                                         |                                                                                         |                                                                                         |                                                                                         |                                                                                         |
| D10   | Dernière actualisation : — |                                                                                         |                                                                                         |                                                                                         |                                                                                         |                                                                                         |                                                                                         |                                                                                         |                                                                                         |
| D11   | Andancette — Rond-point des Payots ⥋ Épinouze — Stade / Laveyron — La Croix des Mailles | Andancette — Rond-point des Payots ⥋ Épinouze — Stade / Laveyron — La Croix des Mailles | Andancette — Rond-point des Payots ⥋ Épinouze — Stade / Laveyron — La Croix des Mailles | Andancette — Rond-point des Payots ⥋ Épinouze — Stade / Laveyron — La Croix des Mailles | Andancette — Rond-point des Payots ⥋ Épinouze — Stade / Laveyron — La Croix des Mailles | Andancette — Rond-point des Payots ⥋ Épinouze — Stade / Laveyron — La Croix des Mailles | Andancette — Rond-point des Payots ⥋ Épinouze — Stade / Laveyron — La Croix des Mailles | Andancette — Rond-point des Payots ⥋ Épinouze — Stade / Laveyron — La Croix des Mailles | Andancette — Rond-point des Payots ⥋ Épinouze — Stade / Laveyron — La Croix des Mailles |
| D11   | Ouverture / Fermeture — / — | Longueur —                                                                              | Durée 30 / 17 min                                                                       | Nb. d’arrêts 10 / 7                                                                     | Matériel —                                                                              | Jours de fonctionnement L, Ma, Me, J, V                                                 | Jour / Soir / Nuit / Fêtes O / N / N / N                                                | Voy. / an —                                                                             | Exploitant Autocars Fayard                                                              |
| D11   | Desserte : - Ville et lieux desservis : Andancette, Albon, Beausemblant, Laveyron, Anneyron, Saint-Sorlin-en-Valloire et Épinouze - Gares desservies : Aucune. |                                                                                         |                                                                                         |                                                                                         |                                                                                         |                                                                                         |                                                                                         |                                                                                         |                                                                                         |
| D11   | Autre : - Zones traversées : 1. - Amplitudes horaires : La ligne fonctionne du lundi au vendredi à raison de quatre allers-retours par jour. - Particularités : selon les services, la ligne a pour terminus Épinouze ou Laveyron. - Date de dernière mise à jour : 13 juillet 2022. |                                                                                         |                                                                                         |                                                                                         |                                                                                         |                                                                                         |                                                                                         |                                                                                         |                                                                                         |
| D11   | Dernière actualisation : — |                                                                                         |                                                                                         |                                                                                         |                                                                                         |                                                                                         |                                                                                         |                                                                                         |                                                                                         |
| D12   | Romans-sur-Isère — Gare ⥋ Beaurepaire — Gare Routière | Romans-sur-Isère — Gare ⥋ Beaurepaire — Gare Routière                                   | Romans-sur-Isère — Gare ⥋ Beaurepaire — Gare Routière                                   | Romans-sur-Isère — Gare ⥋ Beaurepaire — Gare Routière                                   | Romans-sur-Isère — Gare ⥋ Beaurepaire — Gare Routière                                   | Romans-sur-Isère — Gare ⥋ Beaurepaire — Gare Routière                                   | Romans-sur-Isère — Gare ⥋ Beaurepaire — Gare Routière                                   | Romans-sur-Isère — Gare ⥋ Beaurepaire — Gare Routière                                   | Romans-sur-Isère — Gare ⥋ Beaurepaire — Gare Routière                                   |
| D12   | Ouverture / Fermeture — / — | Longueur —                                                                              | Durée 75 min                                                                            | Nb. d’arrêts 24                                                                         | Matériel —                                                                              | Jours de fonctionnement L, Ma, Me, J, V                                                 | Jour / Soir / Nuit / Fêtes O / N / N / N                                                | Voy. / an —                                                                             | Exploitant SRADDA                                                                       |
| D12   | Desserte : - Ville et lieux desservis : Romans-sur-Isère, Mours-Saint-Eusèbe, Peyrins, Marges, Charmes-sur-l'Herbasse, Montchenu, Saint-Christophe-et-le-Laris, Tersanne, Châteauneuf-de-Galaure, Hauterives, Le Grand-Serre, Lens-Lestang, Manthes, Moras-en-Valloire, Saint-Sorlin-en-Valloire, Épinouze, Jarcieu, Lapeyrouse-Mornay et Beaurepaire - Gares desservies : Gare de Romans - Bourg-de-Péage |                                                                                         |                                                                                         |                                                                                         |                                                                                         |                                                                                         |                                                                                         |                                                                                         |                                                                                         |
| D12   | Autre : - Zones traversées : 2. - Amplitudes horaires : La ligne fonctionne du lundi au vendredi à raison de six allers-retours par jour. - Particularités : En période scolaire, certains services desservent les collèges et lycées de Romans et Beaurepaire. - Date de dernière mise à jour : 13 juillet 2022.                                                                                          |                                                                                         |                                                                                         |                                                                                         |                                                                                         |                                                                                         |                                                                                         |                                                                                         |                                                                                         |
| D12   | Dernière actualisation : — |                                                                                         |                                                                                         |                                                                                         |                                                                                         |                                                                                         |                                                                                         |                                                                                         |                                                                                         |
| D13   | Romans-sur-Isère — Gare ⥋ Chantemerle-les-Blés — Mairie | Romans-sur-Isère — Gare ⥋ Chantemerle-les-Blés — Mairie                                 | Romans-sur-Isère — Gare ⥋ Chantemerle-les-Blés — Mairie                                 | Romans-sur-Isère — Gare ⥋ Chantemerle-les-Blés — Mairie                                 | Romans-sur-Isère — Gare ⥋ Chantemerle-les-Blés — Mairie                                 | Romans-sur-Isère — Gare ⥋ Chantemerle-les-Blés — Mairie                                 | Romans-sur-Isère — Gare ⥋ Chantemerle-les-Blés — Mairie                                 | Romans-sur-Isère — Gare ⥋ Chantemerle-les-Blés — Mairie                                 | Romans-sur-Isère — Gare ⥋ Chantemerle-les-Blés — Mairie                                 |
| D13   | Ouverture / Fermeture — / — | Longueur —                                                                              | Durée 45 min                                                                            | Nb. d’arrêts 30                                                                         | Matériel —                                                                              | Jours de fonctionnement L, Ma, Me, J, V, S                                              | Jour / Soir / Nuit / Fêtes O / N / N / N                                                | Voy. / an —                                                                             | Exploitant SRADDA                                                                       |
| D13   | Desserte : - Ville et lieux desservis : Romans-sur-Isère, Peyrins, Granges-les-Beaumont, Clérieux, Saint-Bardoux, Saint-Donat-sur-l'Herbasse, Marsaz, Chavannes et Chantemerle-les-Blés - Gares desservies : Gare de Romans - Bourg-de-Péage |                                                                                         |                                                                                         |                                                                                         |                                                                                         |                                                                                         |                                                                                         |                                                                                         |                                                                                         |
| D13   | Autre : - Zones traversées : 2. - Amplitudes horaires : La ligne fonctionne du lundi au samedi à raison de trois à six allers-retours par jour. - Particularités : En période scolaire, certains services desservent les collèges et lycées de Romans et les Maristes à Bourg-de-Péage. - Date de dernière mise à jour : 13 juillet 2022.                                                                  |                                                                                         |                                                                                         |                                                                                         |                                                                                         |                                                                                         |                                                                                         |                                                                                         |                                                                                         |
| D13   | Dernière actualisation : — |                                                                                         |                                                                                         |                                                                                         |                                                                                         |                                                                                         |                                                                                         |                                                                                         |                                                                                         |
| D14   | Romans-sur-Isère — Gare ⥋ Le Grand-Serre — Collège | Romans-sur-Isère — Gare ⥋ Le Grand-Serre — Collège                                      | Romans-sur-Isère — Gare ⥋ Le Grand-Serre — Collège                                      | Romans-sur-Isère — Gare ⥋ Le Grand-Serre — Collège                                      | Romans-sur-Isère — Gare ⥋ Le Grand-Serre — Collège                                      | Romans-sur-Isère — Gare ⥋ Le Grand-Serre — Collège                                      | Romans-sur-Isère — Gare ⥋ Le Grand-Serre — Collège                                      | Romans-sur-Isère — Gare ⥋ Le Grand-Serre — Collège                                      | Romans-sur-Isère — Gare ⥋ Le Grand-Serre — Collège                                      |
| D14   | Ouverture / Fermeture — / — | Longueur —                                                                              | Durée 55 min                                                                            | Nb. d’arrêts 25                                                                         | Matériel —                                                                              | Jours de fonctionnement L, Ma, Me, J, V                                                 | Jour / Soir / Nuit / Fêtes O / N / N / N                                                | Voy. / an —                                                                             | Exploitant Autocars Bertolami                                                           |
| D14   | Desserte : - Ville et lieux desservis : Romans-sur-Isère, Mours-Saint-Eusèbe, Peyrins, Marges, Charmes-sur-l'Herbasse, Crépol, Miribel, Montrigaud, Montfalcon, Saint-Clair-sur-Galaure et Le Grand-Serre - Gares desservies : Gare de Romans - Bourg-de-Péage |                                                                                         |                                                                                         |                                                                                         |                                                                                         |                                                                                         |                                                                                         |                                                                                         |                                                                                         |
| D14   | Autre : - Zones traversées : 2. - Amplitudes horaires : La ligne fonctionne du lundi au vendredi à raison de quatre allers-retours par jour. - Particularités : En période scolaire, certains services desservent le collège Malraux de Romans. - Date de dernière mise à jour : 13 juillet 2022. |                                                                                         |                                                                                         |                                                                                         |                                                                                         |                                                                                         |                                                                                         |                                                                                         |                                                                                         |
| D14   | Dernière actualisation : — |                                                                                         |                                                                                         |                                                                                         |                                                                                         |                                                                                         |                                                                                         |                                                                                         |                                                                                         |

#### Lignes D20 à D29
| Ligne | Caractéristiques | Caractéristiques                                                               | Caractéristiques                                                               | Caractéristiques                                                               | Caractéristiques                                                               | Caractéristiques                                                               | Caractéristiques                                                               | Caractéristiques                                                               | Caractéristiques                                                               |
| D23   | Valence — Collège C. Vernet ⥋ Grane — Champ de Mars | Valence — Collège C. Vernet ⥋ Grane — Champ de Mars                            | Valence — Collège C. Vernet ⥋ Grane — Champ de Mars                            | Valence — Collège C. Vernet ⥋ Grane — Champ de Mars                            | Valence — Collège C. Vernet ⥋ Grane — Champ de Mars                            | Valence — Collège C. Vernet ⥋ Grane — Champ de Mars                            | Valence — Collège C. Vernet ⥋ Grane — Champ de Mars                            | Valence — Collège C. Vernet ⥋ Grane — Champ de Mars                            | Valence — Collège C. Vernet ⥋ Grane — Champ de Mars                            |
| ----- | --- | ------------------------------------------------------------------------------ | ------------------------------------------------------------------------------ | ------------------------------------------------------------------------------ | ------------------------------------------------------------------------------ | ------------------------------------------------------------------------------ | ------------------------------------------------------------------------------ | ------------------------------------------------------------------------------ | ------------------------------------------------------------------------------ |
| D23   | Ouverture / Fermeture 1er septembre 2022 / — | Longueur —                                                                     | Durée 60 min                                                                   | Nb. d’arrêts 28                                                                | Matériel —                                                                     | Jours de fonctionnement L, Ma, Me, J, V, S                                     | Jour / Soir / Nuit / Fêtes O / N / N / O                                       | Voy. / an —                                                                    | Exploitant Keolis Drôme-Ardèche                                                |
| D23   | Desserte : - Ville et lieux desservis : Valence, Portes-lès-Valence, Beauvallon, Étoile-sur-Rhône, Ambonil, Montoison, Allex et Grane - Gares desservies : Aucune. |                                                                                |                                                                                |                                                                                |                                                                                |                                                                                |                                                                                |                                                                                |                                                                                |
| D23   | Autre : - Zones traversées : 4. - Amplitudes horaires : La ligne fonctionne du lundi au samedi à raison de deux allers-retours par jour. - Date de dernière mise à jour : 13 juillet 2022. |                                                                                |                                                                                |                                                                                |                                                                                |                                                                                |                                                                                |                                                                                |                                                                                |
| D23   | Dernière actualisation : — |                                                                                |                                                                                |                                                                                |                                                                                |                                                                                |                                                                                |                                                                                |                                                                                |
| D24   | Valence — Gare routière ⥋ Crest — Gare SNCF / Crest — La Prairie | Valence — Gare routière ⥋ Crest — Gare SNCF / Crest — La Prairie               | Valence — Gare routière ⥋ Crest — Gare SNCF / Crest — La Prairie               | Valence — Gare routière ⥋ Crest — Gare SNCF / Crest — La Prairie               | Valence — Gare routière ⥋ Crest — Gare SNCF / Crest — La Prairie               | Valence — Gare routière ⥋ Crest — Gare SNCF / Crest — La Prairie               | Valence — Gare routière ⥋ Crest — Gare SNCF / Crest — La Prairie               | Valence — Gare routière ⥋ Crest — Gare SNCF / Crest — La Prairie               | Valence — Gare routière ⥋ Crest — Gare SNCF / Crest — La Prairie               |
| D24   | Ouverture / Fermeture 1er janvier 2022 / — | Longueur —                                                                     | Durée 40 / 43 min                                                              | Nb. d’arrêts 24 / 26                                                           | Matériel —                                                                     | Jours de fonctionnement L, Ma, Me, J, V, S, D                                  | Jour / Soir / Nuit / Fêtes O / N / N / O                                       | Voy. / an —                                                                    | Exploitant Keolis Drôme-Ardèche                                                |
| D24   | Desserte : - Ville et lieux desservis : Valence, Portes-lès-Valence, Beauvallon, Étoile-sur-Rhône, Montoison, Allex, Eurre et Crest - Gares desservies : Gare de Valence-Ville, Gare de Crest. |                                                                                |                                                                                |                                                                                |                                                                                |                                                                                |                                                                                |                                                                                |                                                                                |
| D24   | Autre : - Zones traversées : 2. - Amplitudes horaires : La ligne fonctionne du lundi au vendredi de 6 h à 21 h 10 et les samedis, dimanches et fêtes de 8 h 55 à 21 h 20 environ. - Particularités : La ligne complète la desserte ferroviaire et routière des TER Auvergne-Rhône-Alpes. - Date de dernière mise à jour : 10 décembre 2021.    |                                                                                |                                                                                |                                                                                |                                                                                |                                                                                |                                                                                |                                                                                |                                                                                |
| D24   | Dernière actualisation : — |                                                                                |                                                                                |                                                                                |                                                                                |                                                                                |                                                                                |                                                                                |                                                                                |
| D25   | Valence — Gare routière ⥋ Crest — Gare SNCF / Plan-de-Baix — Village | Valence — Gare routière ⥋ Crest — Gare SNCF / Plan-de-Baix — Village           | Valence — Gare routière ⥋ Crest — Gare SNCF / Plan-de-Baix — Village           | Valence — Gare routière ⥋ Crest — Gare SNCF / Plan-de-Baix — Village           | Valence — Gare routière ⥋ Crest — Gare SNCF / Plan-de-Baix — Village           | Valence — Gare routière ⥋ Crest — Gare SNCF / Plan-de-Baix — Village           | Valence — Gare routière ⥋ Crest — Gare SNCF / Plan-de-Baix — Village           | Valence — Gare routière ⥋ Crest — Gare SNCF / Plan-de-Baix — Village           | Valence — Gare routière ⥋ Crest — Gare SNCF / Plan-de-Baix — Village           |
| D25   | Ouverture / Fermeture — / — | Longueur —                                                                     | Durée 55 / 90 min                                                              | Nb. d’arrêts 22 / 28                                                           | Matériel —                                                                     | Jours de fonctionnement L, Ma, Me, J, V, S                                     | Jour / Soir / Nuit / Fêtes O / N / N / N                                       | Voy. / an —                                                                    | Exploitant SRADDA                                                              |
| D25   | Desserte : - Ville et lieux desservis : Valence, Beaumont-lès-Valence, Monteleger, Montmeyran, Upie, Vaunaveys-la-Rochette, Crest, Aouste-sur-Sye, Mirabel-et-Blacons, Montclar-sur-Gervanne, Beaufort-sur-Gervanne et Plan-de-Baix - Gares desservies : Gare de Valence-Ville, Gare de Crest                                                  |                                                                                |                                                                                |                                                                                |                                                                                |                                                                                |                                                                                |                                                                                |                                                                                |
| D25   | Autre : - Zones traversées : 3. - Amplitudes horaires : La ligne fonctionne du lundi au vendredi à raison de six allers-retours par jour et le samedi à raison de quatre allers-retours par jour. - Particularités : Plan-de-Baix n'est desservi qu'à certains services en semaine. - Date de dernière mise à jour : 13 juillet 2022.          |                                                                                |                                                                                |                                                                                |                                                                                |                                                                                |                                                                                |                                                                                |                                                                                |
| D25   | Dernière actualisation : — |                                                                                |                                                                                |                                                                                |                                                                                |                                                                                |                                                                                |                                                                                |                                                                                |
| D26   | Livron-sur-Drôme — Gare SNCF ⥋ Crest — Gare SNCF | Livron-sur-Drôme — Gare SNCF ⥋ Crest — Gare SNCF                               | Livron-sur-Drôme — Gare SNCF ⥋ Crest — Gare SNCF                               | Livron-sur-Drôme — Gare SNCF ⥋ Crest — Gare SNCF                               | Livron-sur-Drôme — Gare SNCF ⥋ Crest — Gare SNCF                               | Livron-sur-Drôme — Gare SNCF ⥋ Crest — Gare SNCF                               | Livron-sur-Drôme — Gare SNCF ⥋ Crest — Gare SNCF                               | Livron-sur-Drôme — Gare SNCF ⥋ Crest — Gare SNCF                               | Livron-sur-Drôme — Gare SNCF ⥋ Crest — Gare SNCF                               |
| D26   | Ouverture / Fermeture 1er janvier 2022 / — | Longueur —                                                                     | Durée 55 min                                                                   | Nb. d’arrêts 25                                                                | Matériel —                                                                     | Jours de fonctionnement L, Ma, Me, J, V, S, D                                  | Jour / Soir / Nuit / Fêtes O / N / N / O                                       | Voy. / an —                                                                    | Exploitant Keolis Drôme-Ardèche                                                |
| D26   | Desserte : - Ville et lieux desservis : Livron-sur-Drôme, Loriol-sur-Drôme, Granne, Chabrillan, Divajeu et Crest - Gares desservies : Gare de Livron, Gare de Crest |                                                                                |                                                                                |                                                                                |                                                                                |                                                                                |                                                                                |                                                                                |                                                                                |
| D26   | Autre : - Zones traversées : 1. - Amplitudes horaires : La ligne fonctionne du lundi au vendredi de 6 h 15 à 19 h 15 environ et les samedis, dimanches et fêtes à raison de trois allers-retours par jour. - Particularités : La MFR de Divajeu n'est desservie qu'à certains services. - Date de dernière mise à jour : 10 décembre 2021.     |                                                                                |                                                                                |                                                                                |                                                                                |                                                                                |                                                                                |                                                                                |                                                                                |
| D26   | Dernière actualisation : — |                                                                                |                                                                                |                                                                                |                                                                                |                                                                                |                                                                                |                                                                                |                                                                                |
| D27   | Crest — Gare SNCF ⥋ Bourdeaux — Monument aux morts | Crest — Gare SNCF ⥋ Bourdeaux — Monument aux morts                             | Crest — Gare SNCF ⥋ Bourdeaux — Monument aux morts                             | Crest — Gare SNCF ⥋ Bourdeaux — Monument aux morts                             | Crest — Gare SNCF ⥋ Bourdeaux — Monument aux morts                             | Crest — Gare SNCF ⥋ Bourdeaux — Monument aux morts                             | Crest — Gare SNCF ⥋ Bourdeaux — Monument aux morts                             | Crest — Gare SNCF ⥋ Bourdeaux — Monument aux morts                             | Crest — Gare SNCF ⥋ Bourdeaux — Monument aux morts                             |
| D27   | Ouverture / Fermeture — / — | Longueur —                                                                     | Durée 40 min                                                                   | Nb. d’arrêts 18                                                                | Matériel —                                                                     | Jours de fonctionnement L, Ma, Me, J, V                                        | Jour / Soir / Nuit / Fêtes O / N / N / N                                       | Voy. / an —                                                                    | Exploitant Autocars Ginhoux                                                    |
| D27   | Desserte : - Ville et lieux desservis : Crest, Divajeu, La Répara-Auriples, Soyans, Saou, Francillon, Mornans et Bourdeaux - Gares desservies : Gare de Crest |                                                                                |                                                                                |                                                                                |                                                                                |                                                                                |                                                                                |                                                                                |                                                                                |
| D27   | Autre : - Zones traversées : 1. - Amplitudes horaires : La ligne fonctionne du lundi au vendredi à raison de trois allers-retours par jour. - Particularités : La MFR de Divajeu n'est desservie qu'à certains services. - Date de dernière mise à jour : 13 juillet 2022.                                                                     |                                                                                |                                                                                |                                                                                |                                                                                |                                                                                |                                                                                |                                                                                |                                                                                |
| D27   | Dernière actualisation : — |                                                                                |                                                                                |                                                                                |                                                                                |                                                                                |                                                                                |                                                                                |                                                                                |
| D28   | Crest — Gare SNCF ⥋ Die — Quartier Saint-Pierre | Crest — Gare SNCF ⥋ Die — Quartier Saint-Pierre                                | Crest — Gare SNCF ⥋ Die — Quartier Saint-Pierre                                | Crest — Gare SNCF ⥋ Die — Quartier Saint-Pierre                                | Crest — Gare SNCF ⥋ Die — Quartier Saint-Pierre                                | Crest — Gare SNCF ⥋ Die — Quartier Saint-Pierre                                | Crest — Gare SNCF ⥋ Die — Quartier Saint-Pierre                                | Crest — Gare SNCF ⥋ Die — Quartier Saint-Pierre                                | Crest — Gare SNCF ⥋ Die — Quartier Saint-Pierre                                |
| D28   | Ouverture / Fermeture 1er janvier 2022 / — | Longueur —                                                                     | Durée 50 min                                                                   | Nb. d’arrêts 23                                                                | Matériel —                                                                     | Jours de fonctionnement L, Ma, Me, J, V, S, D                                  | Jour / Soir / Nuit / Fêtes O / N / N / O                                       | Voy. / an —                                                                    | Exploitant Keolis Drôme-Ardèche                                                |
| D28   | Desserte : - Ville et lieux desservis : Crest, Aouste-sur-Sye, Mirabel-et-Blacons, Piegros-la-Clastre, Saillans, Espenel, Vercheny, Pontaix, Sainte-Croix et Die - Gares desservies : Gare de Crest, Gare de Saillans, Gare de Die |                                                                                |                                                                                |                                                                                |                                                                                |                                                                                |                                                                                |                                                                                |                                                                                |
| D28   | Autre : - Zones traversées : 2. - Amplitudes horaires : La ligne fonctionne du lundi au vendredi de 5 h 50 à 19 h 50 et les samedis, dimanches et fêtes de 8 h 50 à 21 h 25 environ. - Particularités : La ligne complète la desserte ferroviaire et routière des TER Auvergne-Rhône-Alpes. - Date de dernière mise à jour : 10 décembre 2021. |                                                                                |                                                                                |                                                                                |                                                                                |                                                                                |                                                                                |                                                                                |                                                                                |
| D28   | Dernière actualisation : — |                                                                                |                                                                                |                                                                                |                                                                                |                                                                                |                                                                                |                                                                                |                                                                                |
| D29   | Beaurières — Village / Luc-en-Diois — Place du Champ de Mars ⥋ Die — Gare SNCF | Beaurières — Village / Luc-en-Diois — Place du Champ de Mars ⥋ Die — Gare SNCF | Beaurières — Village / Luc-en-Diois — Place du Champ de Mars ⥋ Die — Gare SNCF | Beaurières — Village / Luc-en-Diois — Place du Champ de Mars ⥋ Die — Gare SNCF | Beaurières — Village / Luc-en-Diois — Place du Champ de Mars ⥋ Die — Gare SNCF | Beaurières — Village / Luc-en-Diois — Place du Champ de Mars ⥋ Die — Gare SNCF | Beaurières — Village / Luc-en-Diois — Place du Champ de Mars ⥋ Die — Gare SNCF | Beaurières — Village / Luc-en-Diois — Place du Champ de Mars ⥋ Die — Gare SNCF | Beaurières — Village / Luc-en-Diois — Place du Champ de Mars ⥋ Die — Gare SNCF |
| D29   | Ouverture / Fermeture — / — | Longueur —                                                                     | Durée 45 / 25 min                                                              | Nb. d’arrêts 24 / 20                                                           | Matériel —                                                                     | Jours de fonctionnement L, Ma, Me, J, V, S                                     | Jour / Soir / Nuit / Fêtes O / N / N / N                                       | Voy. / an —                                                                    | Exploitant Les Rapid'Verts                                                     |
| D29   | Desserte : - Ville et lieux desservis : Beaurières, Luc-en-Diois, Montlaur-en-Diois, Recoubeau-Jansac, Montmaur-en-Diois, Menglon, Châtillon-en-Diois, Saint-Roman, Solaure-en-Diois, Laval-d'Aix et Die - Gares desservies : Gare de Die |                                                                                |                                                                                |                                                                                |                                                                                |                                                                                |                                                                                |                                                                                |                                                                                |
| D29   | Autre : - Zones traversées : 1. - Amplitudes horaires : La ligne fonctionne du lundi au vendredi de 7 h à 18 h 55 et le samedi à raison de trois allers-retours par jour. - Particularités : Beaurières n'est pas desservie à tous les services. - Date de dernière mise à jour : 13 juillet 2022.                                             |                                                                                |                                                                                |                                                                                |                                                                                |                                                                                |                                                                                |                                                                                |                                                                                |
| D29   | Dernière actualisation : — |                                                                                |                                                                                |                                                                                |                                                                                |                                                                                |                                                                                |                                                                                |                                                                                |

#### Lignes D30 à D39
| Ligne | Caractéristiques | Caractéristiques                                                                                     | Caractéristiques                                                                                     | Caractéristiques                                                                                     | Caractéristiques                                                                                     | Caractéristiques                                                                                     | Caractéristiques                                                                                     | Caractéristiques                                                                                     | Caractéristiques                                                                                     |
| D30   | Valence — Gare routière ⥋ Montélimar — Gare routière (Loriol-sur-Drôme — Centre à certains services) | Valence — Gare routière ⥋ Montélimar — Gare routière (Loriol-sur-Drôme — Centre à certains services) | Valence — Gare routière ⥋ Montélimar — Gare routière (Loriol-sur-Drôme — Centre à certains services) | Valence — Gare routière ⥋ Montélimar — Gare routière (Loriol-sur-Drôme — Centre à certains services) | Valence — Gare routière ⥋ Montélimar — Gare routière (Loriol-sur-Drôme — Centre à certains services) | Valence — Gare routière ⥋ Montélimar — Gare routière (Loriol-sur-Drôme — Centre à certains services) | Valence — Gare routière ⥋ Montélimar — Gare routière (Loriol-sur-Drôme — Centre à certains services) | Valence — Gare routière ⥋ Montélimar — Gare routière (Loriol-sur-Drôme — Centre à certains services) | Valence — Gare routière ⥋ Montélimar — Gare routière (Loriol-sur-Drôme — Centre à certains services) |
| ----- | --- | --- | --- | --- | --- | --- | --- | --- | --- |
| D30   | Ouverture / Fermeture — / — | Longueur —                                                                                           | Durée 78 (35) min                                                                                    | Nb. d’arrêts 42 (26)                                                                                 | Matériel —                                                                                           | Jours de fonctionnement L, Ma, Me, J, V, S, D                                                        | Jour / Soir / Nuit / Fêtes O / N / N / O                                                             | Voy. / an —                                                                                          | Exploitant Keolis Drôme-Ardèche                                                                      |
| D30   | Desserte : - Ville et lieux desservis : Valence, Portes-lès-Valence, Étoile-sur-Rhône, Livron-sur-Drôme, Loriol-sur-Drôme, Cliousclat, Saulce-sur-Rhône, Les Tourrettes, La Coucourde, Savasse et Montélimar - Gares desservies : Gare de Valence-Ville, Gare de Montélimar | | | | | | | | |
| D30   | Autre : - Zones traversées : 3. - Amplitudes horaires : La ligne fonctionne du lundi au vendredi de 6 h 20 à 20 h 25, le samedi de 6 h 35 à 20 h 25 et les dimanches et fêtes à raison de cinq allers-retours par jour. - Particularités : Une partie des services, particulièrement en heures creuses, est limité au trajet Loriol-Valence. - Date de dernière mise à jour : 2 janvier 2022.                                            | | | | | | | | |
| D30   | Dernière actualisation : — | | | | | | | | |
| D35   | Montélimar — Gare routière ⥋ Dieulefit — La Gare / Valréas — Rond-point Côtes du Rhône | Montélimar — Gare routière ⥋ Dieulefit — La Gare / Valréas — Rond-point Côtes du Rhône               | Montélimar — Gare routière ⥋ Dieulefit — La Gare / Valréas — Rond-point Côtes du Rhône               | Montélimar — Gare routière ⥋ Dieulefit — La Gare / Valréas — Rond-point Côtes du Rhône               | Montélimar — Gare routière ⥋ Dieulefit — La Gare / Valréas — Rond-point Côtes du Rhône               | Montélimar — Gare routière ⥋ Dieulefit — La Gare / Valréas — Rond-point Côtes du Rhône               | Montélimar — Gare routière ⥋ Dieulefit — La Gare / Valréas — Rond-point Côtes du Rhône               | Montélimar — Gare routière ⥋ Dieulefit — La Gare / Valréas — Rond-point Côtes du Rhône               | Montélimar — Gare routière ⥋ Dieulefit — La Gare / Valréas — Rond-point Côtes du Rhône               |
| D35   | Ouverture / Fermeture — / — | Longueur —                                                                                           | Durée 45 / 85 min                                                                                    | Nb. d’arrêts 47 / 60                                                                                 | Matériel —                                                                                           | Jours de fonctionnement L, Ma, Me, J, V, S, D                                                        | Jour / Soir / Nuit / Fêtes O / N / N / O                                                             | Voy. / an —                                                                                          | Exploitant SRADDA                                                                                    |
| D35   | Desserte : - Ville et lieux desservis : Montélimar, Montboucher-sur-Jabron, Puygiron, La Bâtie-Rolland, La Bégude-de-Mazenc, Souspierre, Le Poet-Laval, Dieulefit, Montjoux, Roche-Saint-Secret-Béconne, Montbrison, Taulignan et Valréas - Gares desservies : Gare de Montélimar | | | | | | | | |
| D35   | Autre : - Zones traversées : 2. - Amplitudes horaires : La ligne fonctionne du lundi au vendredi de 6 h 35 à 19 h, le samedi à raison de quatre allers-retours par jour et les dimanches et fêtes à raison de trois allers-retours par jour. - Particularités : Valréas n'est pas desservie à tous les services ni durant les vacances scolaires. - Date de dernière mise à jour : 13 juillet 2022.                                      | | | | | | | | |
| D35   | Dernière actualisation : — | | | | | | | | |
| D36   | Montélimar — Gare routière ⥋ Nyons — Halte routière | Montélimar — Gare routière ⥋ Nyons — Halte routière                                                  | Montélimar — Gare routière ⥋ Nyons — Halte routière                                                  | Montélimar — Gare routière ⥋ Nyons — Halte routière                                                  | Montélimar — Gare routière ⥋ Nyons — Halte routière                                                  | Montélimar — Gare routière ⥋ Nyons — Halte routière                                                  | Montélimar — Gare routière ⥋ Nyons — Halte routière                                                  | Montélimar — Gare routière ⥋ Nyons — Halte routière                                                  | Montélimar — Gare routière ⥋ Nyons — Halte routière                                                  |
| D36   | Ouverture / Fermeture — / — | Longueur —                                                                                           | Durée 95 min                                                                                         | Nb. d’arrêts 32                                                                                      | Matériel —                                                                                           | Jours de fonctionnement L, Ma, Me, J, V, S                                                           | Jour / Soir / Nuit / Fêtes O / O / N / N                                                             | Voy. / an —                                                                                          | Transporteur SRADDA                                                                                  |
| D36   | Desserte : - Villes desservies : Montélimar, Malataverne, Les Granges-Gontardes, Valaurie, Réauville, Grignan, Salles-sous-Bois, Taulignan, Montbrison, Le Pègue, Rousset-les-Vignes, Valréas, Saint-Pantaléon, Venterol et Nyons - Gares desservies : Gare de Montélimar. | | | | | | | | |
| D36   | Autre : - Zones traversées : 3. - Amplitudes horaires : La ligne fonctionne du lundi au vendredi de 5 h 45 à 20 h 30 et le samedi à raison de deux allers-retours par jour. - Particularités : - Selon les services, outre de nombreux services partiels, la ligne dessert soit Valréas (36A) ou le Pègue (36B) ; - La ligne complète l'offre de la ligne X71 des Cars Région Express. - Date de dernière mise à jour : 13 juillet 2022. | | | | | | | | |
| D36   | Dernière actualisation : — | | | | | | | | |
| D37   | La Motte-Chalancon — Village ⥋ Nyons — Halte routière / Vaison-la-Romaine — Village | La Motte-Chalancon — Village ⥋ Nyons — Halte routière / Vaison-la-Romaine — Village                  | La Motte-Chalancon — Village ⥋ Nyons — Halte routière / Vaison-la-Romaine — Village                  | La Motte-Chalancon — Village ⥋ Nyons — Halte routière / Vaison-la-Romaine — Village                  | La Motte-Chalancon — Village ⥋ Nyons — Halte routière / Vaison-la-Romaine — Village                  | La Motte-Chalancon — Village ⥋ Nyons — Halte routière / Vaison-la-Romaine — Village                  | La Motte-Chalancon — Village ⥋ Nyons — Halte routière / Vaison-la-Romaine — Village                  | La Motte-Chalancon — Village ⥋ Nyons — Halte routière / Vaison-la-Romaine — Village                  | La Motte-Chalancon — Village ⥋ Nyons — Halte routière / Vaison-la-Romaine — Village                  |
| D37   | Ouverture / Fermeture — / — | Longueur —                                                                                           | Durée 50 / 70 min                                                                                    | Nb. d’arrêts 14 / 22                                                                                 | Matériel —                                                                                           | Jours de fonctionnement L, Ma, Me, J, V                                                              | Jour / Soir / Nuit / Fêtes O / O / N / N                                                             | Voy. / an —                                                                                          | Transporteur Les autocars du Petit-Nice                                                              |
| D37   | Desserte : - Villes desservies : La Motte-Chalancon, Cornillon-sur-l'Oule, Cornillac, Rémuzat, Saint-May, Villeperdrix, Sahune, Curnier, Les Pilles, Aubres, Nyons, Mirabel-aux-Baronnies, Piegon, Puymeras et Vaison-la-Romaine - Gares desservies : Aucune. | | | | | | | | |
| D37   | Autre : - Zones traversées : 1. - Amplitudes horaires : La ligne fonctionne du lundi au vendredi de 6 h 25 à 19 h 40 environ. - Particularités : Tous les services ne desservent pas Vaison-la-Romaine. - Date de dernière mise à jour : 13 juillet 2022. | | | | | | | | |
| D37   | Dernière actualisation : — | | | | | | | | |
| D38   | Nyons — Halte routière ⥋ Bouvières — Village / Bellecombe-Tarendol — Village | Nyons — Halte routière ⥋ Bouvières — Village / Bellecombe-Tarendol — Village                         | Nyons — Halte routière ⥋ Bouvières — Village / Bellecombe-Tarendol — Village                         | Nyons — Halte routière ⥋ Bouvières — Village / Bellecombe-Tarendol — Village                         | Nyons — Halte routière ⥋ Bouvières — Village / Bellecombe-Tarendol — Village                         | Nyons — Halte routière ⥋ Bouvières — Village / Bellecombe-Tarendol — Village                         | Nyons — Halte routière ⥋ Bouvières — Village / Bellecombe-Tarendol — Village                         | Nyons — Halte routière ⥋ Bouvières — Village / Bellecombe-Tarendol — Village                         | Nyons — Halte routière ⥋ Bouvières — Village / Bellecombe-Tarendol — Village                         |
| D38   | Ouverture / Fermeture — / — | Longueur —                                                                                           | Durée 40 / 45 min                                                                                    | Nb. d’arrêts 11 / 10                                                                                 | Matériel —                                                                                           | Jours de fonctionnement L, Ma, Me, J, V                                                              | Jour / Soir / Nuit / Fêtes O / O / N / N                                                             | Voy. / an —                                                                                          | Transporteur Les autocars du Petit-Nice                                                              |
| D38   | Desserte : - Villes desservies : Nyons, Aubres, Les Pilles, Condorcet, Saint-Ferréol-Trente-Pas, Chaudebonne, Bouvières, Curnier, Arpavon, Sainte-Jalle, Besignan, Saint-Sauveur-Gouvernet et Bellecombe-Tarendol - Gares desservies : Aucune. | | | | | | | | |
| D38   | Autre : - Zones traversées : 1. - Amplitudes horaires : La ligne fonctionne du lundi au vendredi à raison de quatre allers-retours par jour. - Particularités : La ligne dessert soit Bouvières soit Bellecombe. - Date de dernière mise à jour : 13 juillet 2022. | | | | | | | | |
| D38   | Dernière actualisation : — | | | | | | | | |
| D39   | Lachau — Place de l'église ⥋ Vaison-la-Romaine — Village | Lachau — Place de l'église ⥋ Vaison-la-Romaine — Village                                             | Lachau — Place de l'église ⥋ Vaison-la-Romaine — Village                                             | Lachau — Place de l'église ⥋ Vaison-la-Romaine — Village                                             | Lachau — Place de l'église ⥋ Vaison-la-Romaine — Village                                             | Lachau — Place de l'église ⥋ Vaison-la-Romaine — Village                                             | Lachau — Place de l'église ⥋ Vaison-la-Romaine — Village                                             | Lachau — Place de l'église ⥋ Vaison-la-Romaine — Village                                             | Lachau — Place de l'église ⥋ Vaison-la-Romaine — Village                                             |
| D39   | Ouverture / Fermeture — / — | Longueur —                                                                                           | Durée 105 min                                                                                        | Nb. d’arrêts 28                                                                                      | Matériel —                                                                                           | Jours de fonctionnement L, Ma, Me, J, V, S                                                           | Jour / Soir / Nuit / Fêtes O / O / N / N                                                             | Voy. / an —                                                                                          | Transporteur Les autocars du Petit-Nice                                                              |
| D39   | Desserte : - Villes desservies : Lachau, Eygalayes, Vers-sur-Méouge, Séderon, Villefranche-le-Château, Mévouillon, La Rochette-du-Buis, Saint-Auban, Sainte-Euphémie, Vercoiran, Buis-les-Baronnies, La Penne-sur-l'Ouvèze, Pierrelongue, Mollans, Mirabel-aux-Baronnies, Nyons, Entrechaux et Vaison-la-Romaine - Gares desservies : Aucune.                                                                                            | | | | | | | | |
| D39   | Autre : - Zones traversées : 1. - Amplitudes horaires : La ligne fonctionne du lundi au vendredi à raison de quatre allers-retours par jour. - Particularités : À certains services, le tronçon buis-Vaison n'est pas desservi. - Date de dernière mise à jour : 13 juillet 2022. | | | | | | | | |
| D39   | Dernière actualisation : — | | | | | | | | |

#### Lignes D40 à D49
| Ligne | Caractéristiques | Caractéristiques                                                                     | Caractéristiques                                                                     | Caractéristiques                                                                     | Caractéristiques                                                                     | Caractéristiques                                                                     | Caractéristiques                                                                     | Caractéristiques                                                                     | Caractéristiques                                                                     |
| D42   | Montélimar — Gare routière ⥋ Saint-Paul-Trois-Châteaux — Gounod / Bollène — La poste | Montélimar — Gare routière ⥋ Saint-Paul-Trois-Châteaux — Gounod / Bollène — La poste | Montélimar — Gare routière ⥋ Saint-Paul-Trois-Châteaux — Gounod / Bollène — La poste | Montélimar — Gare routière ⥋ Saint-Paul-Trois-Châteaux — Gounod / Bollène — La poste | Montélimar — Gare routière ⥋ Saint-Paul-Trois-Châteaux — Gounod / Bollène — La poste | Montélimar — Gare routière ⥋ Saint-Paul-Trois-Châteaux — Gounod / Bollène — La poste | Montélimar — Gare routière ⥋ Saint-Paul-Trois-Châteaux — Gounod / Bollène — La poste | Montélimar — Gare routière ⥋ Saint-Paul-Trois-Châteaux — Gounod / Bollène — La poste | Montélimar — Gare routière ⥋ Saint-Paul-Trois-Châteaux — Gounod / Bollène — La poste |
| ----- | --- | ------------------------------------------------------------------------------------ | ------------------------------------------------------------------------------------ | ------------------------------------------------------------------------------------ | ------------------------------------------------------------------------------------ | ------------------------------------------------------------------------------------ | ------------------------------------------------------------------------------------ | ------------------------------------------------------------------------------------ | ------------------------------------------------------------------------------------ |
| D42   | Ouverture / Fermeture — / — | Longueur —                                                                           | Durée 75 / 90 min                                                                    | Nb. d’arrêts 27 / 30                                                                 | Matériel —                                                                           | Jours de fonctionnement L, Ma, Me, J, V, S                                           | Jour / Soir / Nuit / Fêtes O / N / N / N                                             | Voy. / an —                                                                          | Exploitant SRADDA                                                                    |
| D42   | Desserte : - Ville et lieux desservis : Montélimar, Châteauneuf-du-Rhône, Malataverne, Donzère, La Garde-Adhémar, Pierrelatte, Saint-Paul-Trois-Châteaux et Bollène - Gares desservies : Gare de Montélimar |                                                                                      |                                                                                      |                                                                                      |                                                                                      |                                                                                      |                                                                                      |                                                                                      |                                                                                      |
| D42   | Autre : - Zones traversées : 2. - Amplitudes horaires : La ligne fonctionne du lundi au samedi de 6 h 25 à 19 h 35 environ. - Particularités : Bollène n'est desservie qu'à certains services. - Date de dernière mise à jour : 13 juillet 2022.                                                                              |                                                                                      |                                                                                      |                                                                                      |                                                                                      |                                                                                      |                                                                                      |                                                                                      |                                                                                      |
| D42   | Dernière actualisation : — |                                                                                      |                                                                                      |                                                                                      |                                                                                      |                                                                                      |                                                                                      |                                                                                      |                                                                                      |
| D43   | Laragne — Halte routière ⥋ Mévouillon — Gresse | Laragne — Halte routière ⥋ Mévouillon — Gresse                                       | Laragne — Halte routière ⥋ Mévouillon — Gresse                                       | Laragne — Halte routière ⥋ Mévouillon — Gresse                                       | Laragne — Halte routière ⥋ Mévouillon — Gresse                                       | Laragne — Halte routière ⥋ Mévouillon — Gresse                                       | Laragne — Halte routière ⥋ Mévouillon — Gresse                                       | Laragne — Halte routière ⥋ Mévouillon — Gresse                                       | Laragne — Halte routière ⥋ Mévouillon — Gresse                                       |
| D43   | Ouverture / Fermeture — / — | Longueur —                                                                           | Durée 75 min                                                                         | Nb. d’arrêts 12                                                                      | Matériel —                                                                           | Jours de fonctionnement Ma, J                                                        | Jour / Soir / Nuit / Fêtes O / N / N / N                                             | Voy. / an —                                                                          | Exploitant CCBDP                                                                     |
| D43   | Desserte : - Ville et lieux desservis : Laragne, Villefranche-le-Château, Séderon, Vers-sur-Méouge, Eygalayes, Lachau, Ballons, Salerans, Barret-le-Bas, Saint-Pierre-Avez, Châteauneuf-de-Chabre et Mévouillon - Gares desservies : Gare de Montélimar                                                                       |                                                                                      |                                                                                      |                                                                                      |                                                                                      |                                                                                      |                                                                                      |                                                                                      |                                                                                      |
| D43   | Autre : - Zones traversées : 2. - Amplitudes horaires : La ligne fonctionne les mardis et jeudis à raison d'un aller-retour par jour. - Date de dernière mise à jour : 13 juillet 2022. |                                                                                      |                                                                                      |                                                                                      |                                                                                      |                                                                                      |                                                                                      |                                                                                      |                                                                                      |
| D43   | Dernière actualisation : — |                                                                                      |                                                                                      |                                                                                      |                                                                                      |                                                                                      |                                                                                      |                                                                                      |                                                                                      |
| D44   | Nyons — Halte routière ⥋ Montélimar — Gare routière | Nyons — Halte routière ⥋ Montélimar — Gare routière                                  | Nyons — Halte routière ⥋ Montélimar — Gare routière                                  | Nyons — Halte routière ⥋ Montélimar — Gare routière                                  | Nyons — Halte routière ⥋ Montélimar — Gare routière                                  | Nyons — Halte routière ⥋ Montélimar — Gare routière                                  | Nyons — Halte routière ⥋ Montélimar — Gare routière                                  | Nyons — Halte routière ⥋ Montélimar — Gare routière                                  | Nyons — Halte routière ⥋ Montélimar — Gare routière                                  |
| D44   | Ouverture / Fermeture — / — | Longueur —                                                                           | Durée 75 min                                                                         | Nb. d’arrêts 34                                                                      | Matériel —                                                                           | Jours de fonctionnement L, Ma, Me, J, V, S                                           | Jour / Soir / Nuit / Fêtes O / N / N / N                                             | Voy. / an —                                                                          | Exploitant SRADDA                                                                    |
| D44   | Desserte : - Ville et lieux desservis : Nyons, Saint-Maurice-sur-Eygues, Visan, Tulette, Suze-la-Rousse, Saint-Restitut, Saint-Paul-Trois-Châteaux, Pierrelatte, Malataverne et Montélimar - Gares desservies : Gare de Pierrelatte et Gare de Montélimar                                                                     |                                                                                      |                                                                                      |                                                                                      |                                                                                      |                                                                                      |                                                                                      |                                                                                      |                                                                                      |
| D44   | Autre : - Zones traversées : 3. - Amplitudes horaires : La ligne fonctionne du lundi au samedi de 6 h 45 à 19 h 20 environ. - Particularités : La ligne compte de nombreux services partiels. - Date de dernière mise à jour : 13 juillet 2022.                                                                               |                                                                                      |                                                                                      |                                                                                      |                                                                                      |                                                                                      |                                                                                      |                                                                                      |                                                                                      |
| D44   | Dernière actualisation : — |                                                                                      |                                                                                      |                                                                                      |                                                                                      |                                                                                      |                                                                                      |                                                                                      |                                                                                      |
| D45   | Pierrelatte — Saint-Michel ⥋ Nyons — Cité scolaire / Tulette — Les 4 Stops | Pierrelatte — Saint-Michel ⥋ Nyons — Cité scolaire / Tulette — Les 4 Stops           | Pierrelatte — Saint-Michel ⥋ Nyons — Cité scolaire / Tulette — Les 4 Stops           | Pierrelatte — Saint-Michel ⥋ Nyons — Cité scolaire / Tulette — Les 4 Stops           | Pierrelatte — Saint-Michel ⥋ Nyons — Cité scolaire / Tulette — Les 4 Stops           | Pierrelatte — Saint-Michel ⥋ Nyons — Cité scolaire / Tulette — Les 4 Stops           | Pierrelatte — Saint-Michel ⥋ Nyons — Cité scolaire / Tulette — Les 4 Stops           | Pierrelatte — Saint-Michel ⥋ Nyons — Cité scolaire / Tulette — Les 4 Stops           | Pierrelatte — Saint-Michel ⥋ Nyons — Cité scolaire / Tulette — Les 4 Stops           |
| D45   | Ouverture / Fermeture — / — | Longueur —                                                                           | Durée 90 / 60 min                                                                    | Nb. d’arrêts 30 / 27                                                                 | Matériel —                                                                           | Jours de fonctionnement L, Ma, Me, J, V                                              | Jour / Soir / Nuit / Fêtes O / N / N / N                                             | Voy. / an —                                                                          | Exploitant SRADDA                                                                    |
| D45   | Desserte : - Ville et lieux desservis : Pierrelatte, Saint-Paul-Trois-Châteaux, Saint-Restitut, Solérieux, Montségur-sur-Lauzon, Colonzelle, Chamaret, Grignan, Grillon, Valréas, Nyons, Bollène, La Baume-de-Transit, Bouchet, Suze-la-Rousse, Rochegude et Tulette - Gares desservies : Gare de Pierrelatte                 |                                                                                      |                                                                                      |                                                                                      |                                                                                      |                                                                                      |                                                                                      |                                                                                      |                                                                                      |
| D45   | Autre : - Zones traversées : 2. - Amplitudes horaires : La ligne fonctionne du lundi au samedi de 6 h 20 à 19 h 30 environ. - Particularités : - La ligne compte deux branches, la 45A pour Nyons et la 45B pour Tulette ; - La ligne compte de nombreux services partiels. - Date de dernière mise à jour : 13 juillet 2022. |                                                                                      |                                                                                      |                                                                                      |                                                                                      |                                                                                      |                                                                                      |                                                                                      |                                                                                      |
| D45   | Dernière actualisation : — |                                                                                      |                                                                                      |                                                                                      |                                                                                      |                                                                                      |                                                                                      |                                                                                      |                                                                                      |

#### Navette TGV
| Ligne       | Caractéristiques | Caractéristiques                                             | Caractéristiques                                             | Caractéristiques                                             | Caractéristiques                                             | Caractéristiques                                             | Caractéristiques                                             | Caractéristiques                                             | Caractéristiques                                             |
| Navette TGV | Loriol — Place du 19 mars 1962 ⥋ Valence TGV Rhône-Alpes-Sud | Loriol — Place du 19 mars 1962 ⥋ Valence TGV Rhône-Alpes-Sud | Loriol — Place du 19 mars 1962 ⥋ Valence TGV Rhône-Alpes-Sud | Loriol — Place du 19 mars 1962 ⥋ Valence TGV Rhône-Alpes-Sud | Loriol — Place du 19 mars 1962 ⥋ Valence TGV Rhône-Alpes-Sud | Loriol — Place du 19 mars 1962 ⥋ Valence TGV Rhône-Alpes-Sud | Loriol — Place du 19 mars 1962 ⥋ Valence TGV Rhône-Alpes-Sud | Loriol — Place du 19 mars 1962 ⥋ Valence TGV Rhône-Alpes-Sud | Loriol — Place du 19 mars 1962 ⥋ Valence TGV Rhône-Alpes-Sud |
| ----------- | --- | ------------------------------------------------------------ | ------------------------------------------------------------ | ------------------------------------------------------------ | ------------------------------------------------------------ | ------------------------------------------------------------ | ------------------------------------------------------------ | ------------------------------------------------------------ | ------------------------------------------------------------ |
| Navette TGV | Ouverture / Fermeture — / — | Longueur —                                                   | Durée 70 min                                                 | Nb. d’arrêts 5                                               | Matériel —                                                   | Jours de fonctionnement L, Ma, Me, J, V, S, D                | Jour / Soir / Nuit / Fêtes O / N / N / O                     | Voy. / an —                                                  | Exploitant SRADDA                                            |
| Navette TGV | Desserte : - Ville et lieux desservis : Loriol-sur-Drôme, Livron-sur-Drôme, Allex, Crest et Valence - Gares desservies : Gare de Crest et Gare de Valence TGV |                                                              |                                                              |                                                              |                                                              |                                                              |                                                              |                                                              |                                                              |
| Navette TGV | Autre : - Zones traversées : 1. - Amplitudes horaires : La ligne fonctionne du lundi au vendredi à raison de deux allers-retours par jour et les samedis, dimanches et fêtes à raison d'un aller-retour par jour. - Particularités : Le dernier service est assuré en transport à la demande. - Date de dernière mise à jour : 21 juillet 2021. |                                                              |                                                              |                                                              |                                                              |                                                              |                                                              |                                                              |                                                              |
| Navette TGV | Dernière actualisation : — |                                                              |                                                              |                                                              |                                                              |                                                              |                                                              |                                                              |                                                              |

### Transport à la demande
L'arrière-pays drômois (Diois, Vercors drômois, région de Dieulefit, les Baronnies, etc.), peu couvert par les lignes régulières en raison de sa faible densité de population, est couvert par des services de transport à la demande, avec deux modes de fonctionnement selon le secteur :
- Le service de correspondance, qui permet aux habitants d'une commune d'effectuer la liaison avec une ligne régulière ou une ligne ferroviaire puis la correspondance avec cette dernière ;
- Le service régulier, qui consiste en une ligne à horaire et itinéraire fixe desservant un secteur, mais qui fonctionne exclusivement sur réservation.